# Sarcodon illudens
Sarcodon illudens är en svampart som beskrevs av Maas Geest. 1976. Sarcodon illudens ingår i släktet Sarcodon och familjen Bankeraceae.   Inga underarter finns listade i Catalogue of Life.